# فلوفينازين
فلوفينازين (Fluphenazine). هو عقار، يستعمل في معالجة الذهان والاكتئاب الهيجاني .وتستعمل معه بعض الأدوية أيضاً ,مثل:بروكلوربيرازين،بروميتازين، دروبيريدول " كعوامل مضادة للإقياء . يشيع استخدام هذه الأدوية بقصد الانتحار، نادراً ما تسبب الجرعة الزائدة الحادة الوفاة لأن النسبة العلاجية السميّة عالية .

## تصنيف الدواء
| سم الدواء               | النوع | الجرعة اليومية الاعتيادية عندالبالغين(ملغ) | السميّة                                |
| ----------------------- | ----- | ------------------------------------------ | ------------------------------------- |
| فينوتيازين,Fluphenazine | P     | 2,5-20ملغ                                  | تفاعلات خارج هرمية، آثارمضادة للكولين |

## الأثار الجانبية
ضعف وهبوط في وظائف التنفس، صعوبة في التنفس، اغماءو فقدان الوعي.